# عبد الوهاب بن داوود
المنصور عبد الوهاب بن داوود الطاهري من ملوك الدولة الطاهرية، حكم خلال الفترة (833 - 894 هـ).